# كارل إرنست كلاوس
كارل إرنست كلاوس كيميائي روسي وعالم نبات من بحر البلطيق. ولد في 23 يناير 1796، وتوفي في 24 مارس 1864. وكان كلاوس أستاذا في جامعة ولاية قازان وعضوا في الأكاديمية الروسية للعلوم. كان معروفا في المقام الأول ككيميائي ومكتشف الروثينيوم أحد العناصر الكيميائية، كما عرف أيضاً باعتباره واحدا من أوائل العلماء الذين حسبوا الأساليب الكمية في علم النبات.

## اكتشاف الروثينيوم
بين كارل إرنست كلاوس أن المركبات التي أعدها أوسان تحتوي على كميات صغيرة من الروثينيوم، واكتشفه كلاوس في نفس العام. وقد عزل كلاوس الروثينيوم من بقايا روبل بلاتيني عندما كان يعمل في جامعة كازان. وقد وضح كلاوس بأن أكسيد الروثينيوم الناتج يحوي على معدن جديد وحصل على 6 غرام من الروثينيوم نتيجة عدم ذوبان البلاتين الخام في الماء الملكي.

## روابط خارجية
- كارل إرنست كلاوس على موقع الموسوعة البريطانية (الإنجليزية)